# Can Franquesa (Santa Coloma de Gramenet)
Can Franquesa, o Can Sucre, és una casa d'estil historicista protegida com a bé cultural d'interès local del municipi de Santa Coloma de Gramenet (Barcelonès).

## Descripció
És una masia ubicada a l'Avinguda Francesc Macià, a Santa Coloma de Gramenet amb tipologia de torre de planta quadrada, amb soterrani, planta baixa i dos pisos i cobertes amb teula a quatre vessants, situada enmig d'un jardí. A la façana principal es reutilitzaren tres llindes gòtiques autèntiques. Hi ha una torre, que supera els dos pisos i està coberta a quatre vessants, que trenca la simetria del cos paral·lelepipèdic i fa de mirador sobre la vall del Besòs.

## Història
Originàriament, fou una important casa de pagès, construïda probablement al segle xviii. A finals de segle xix, la masia era utilitzada com a pavelló de cacera. A principis del segle xx, en un context marcat per la creixent afluència d'estiujants provinents de la burgesia barcelonina, l'antic mas fou parcialment enderrocat per a edificar-hi una torre d'estiueig, tot reutilitzant les llindes gòtiques.